# Slot Art Festival

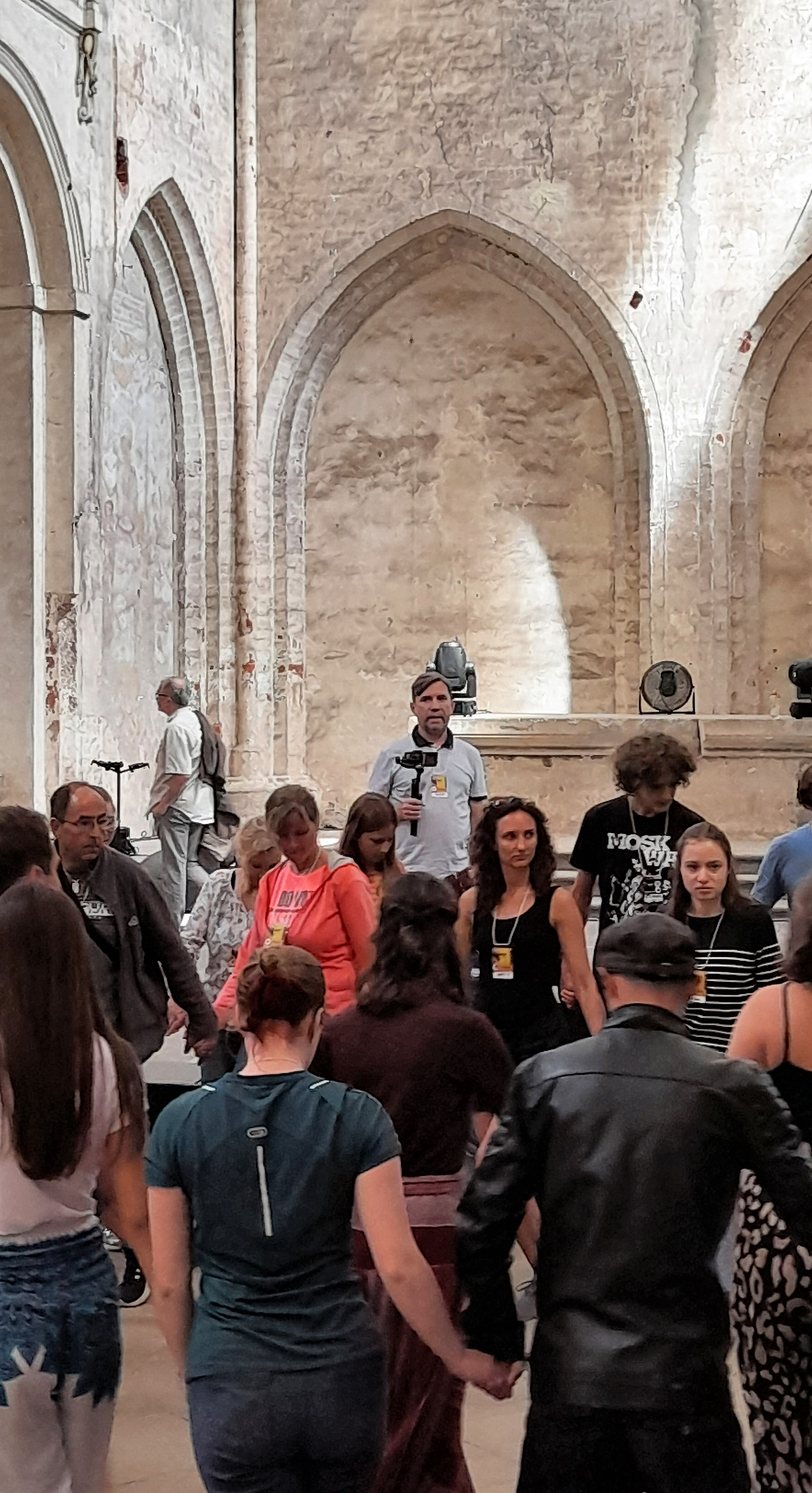
Joodse dans leren op SLOT Art Festival 2022.

Het Slot Art Festival is een van de grootste festivals voor alternatieve cultuur in Polen. Het wordt jaarlijks in juli georganiseerd en vindt plaats in Lubiąż dicht bij Wrocław. Vijf dagen lang worden er workshops, concerten, feesten, filmprojecties en colleges aangeboden. Bovendien is het ook een gebeurtenis zonder ratrace en groepsdruk dat deelnemers tot integratie aanmoedigt. Sinds 10 jaar vindt het festival plaats in een barok cisterciënzerklooster in Lubiąż, Neder-Silezië.

## Programma
Tijdens het festival kan men aan verschillende activiteiten deelnemen. Elke dag hebben drie rondes van workshops en colleges plaats. 's Middags en 's avonds kan men aan muzikale evenementen meedoen. Het festival biedt ook filmvertoningen aan. Workshops zijn o.a. het alfabet van het dansen, basgitaar, beatbox, petanque, scrapbooking, breakdance, kalligrafie, didgeridoo spelen. Hoorcolleges behandelen het pessimisme en de strijd tegen armoede. Gedurende het festival stellen verschillende niet-gouvernementele organisaties zich voor. Er zijn ook negen cafetaria's, tentoonstellingen en een kleuterschool voor de jongste deelnemers.